# ペコス・リーグ
ペコス・リーグ（Pecos League）は、アメリカ合衆国の西海岸及び南西部で活動しているプロ野球の独立リーグ。

## 概要
2011年5月に6チームでリーグ戦開始。2013年からは8チーム、2014年からは10チームに拡張。その後増減を繰り返し、2021年は14チーム、2022年以降は16チームでリーグ戦が行われている。
例年5月中旬から8月上旬までの2か月半に、約60試合のレギュラーシーズンとポストシーズンが行われる。またシーズン開始前の3月から4月にトライアウトリーグが行われ、その参加費をリーグの収入源とするとともに、所属先が未定（フリーエージェント）のマイナーリーガー、独立リーガー、及びドラフト指名がなかった大学生らが、マイナー球団や当リーグを含む独立リーグのスカウトにアピールする場を提供している。

## リーグ構成球団
2025年シーズン
| ディヴィジョン     | チーム                                 | 英名                      | 参加年 | 本拠地                               | 備考                                                                          |
| ------------------ | -------------------------------------- | ------------------------- | ------ | ------------------------------------ | ----------------------------------------------------------------------------- |
| マウンテン・ノース | ブラックウェル・フライキャッチャーズ   | Blackwell FlyCatchers     | 2023   | オクラホマ州ブラックウェル           |                                                                               |
| マウンテン・ノース | ガーデンシティ・ウィンド               | Garden City Wind          | 2015   | カンザス州ガーデンシティ             |                                                                               |
| マウンテン・ノース | カンザスシティ・オルミガス             | Kansas City Hormigas      | 2025   | ミズーリ州カンザスシティ             |                                                                               |
| マウンテン・ノース | ノースプラット・80's                   | North Platte 80's         | 2024   | ネブラスカ州ノースプラット           |                                                                               |
| マウンテン・ノース | トリニダード・トリガーズ               | Trinidad Triggers         | 2012   | コロラド州トリニダード               |                                                                               |
| マウンテン・サウス | アルパイン・カウボーイズ               | Alpine Cowboys            | 2011   | テキサス州アルパイン                 | 2009～2010年はコンチネンタル・ベースボール・リーグに所属                      |
| マウンテン・サウス | ペコス・ビルズ                         | Pecos Bills               | 2024   | テキサス州ペコス                     |                                                                               |
| マウンテン・サウス | ロズウェル・インベーダーズ             | Roswell Invaders          | 2011   | ニューメキシコ州ロズウェル           |                                                                               |
| マウンテン・サウス | サンタフェ・フエゴ                     | Santa Fe Fuego            | 2012   | ニューメキシコ州サンタフェ           |                                                                               |
| マウンテン・サウス | ツーソン・サグァロス                   | Tucson Saguaros           | 2016   | アリゾナ州ツーソン                   |                                                                               |
| パシフィック       | ベーカーズフィールド・トレインロバーズ | Bakersfield Train Robbers | 2013   | カリフォルニア州ベーカーズフィールド | 2013～2015年はラスベガス・トレインロパーズ 2016年はトピーカ・トレインロバーズ |
| パシフィック       | ダブリン・レプラコーンズ               | Dublin Leprechauns        | 2023   | カリフォルニア州ダブリン             |                                                                               |
| パシフィック       | マーティネズ・スタージョン             | Martinez Sturgeon         | 2020   | カリフォルニア州マーティネズ         |                                                                               |
| パシフィック       | モントレー・アンバージャックス         | Monterey Amberjacks       | 2017   | カリフォルニア州モントレー           |                                                                               |
| パシフィック       | サンラフェル・パシフィックス           | San Rafael Pacifics       | 2020   | カリフォルニア州サンラフェル         |                                                                               |
| パシフィック       | ヴァレーホ・シーウィード               | Vallejo Seaweed           | 2020   | カリフォルニア州ヴァレーホ           | 2022年まではサンタクルーズ・シーウィード                                      |

## 過去に加盟していた球団
| チーム                                 | 英名                      | 参加年    | 脱退年    | 本拠地                               |
| -------------------------------------- | ------------------------- | --------- | --------- | ------------------------------------ |
| カールズバッド・バッツ                 | Carlsbad Bats             | 2011      | 2011      | ニューメキシコ州カールズバッド       |
| ルイドソ・オソズ                       | Ruidoso Osos              | 2011 2018 | 2011 2018 | ニューメキシコ州ルイドソ             |
| ラスクルーセス・ヴァケーロス           | Las Cruces Vaqueros       | 2011 2015 | 2012 2015 | ニューメキシコ州ラスクルーセス       |
| ダグラス・ディアブロス                 | Douglas Diablos           | 2014      | 2014      | アリゾナ州ダグラス                   |
| ビスビー・ブルー                       | Bisbee Blue               | 2014      | 2014      | アリゾナ州ビスビー                   |
| ラトン・オソズ                         | Raton Osos                | 2013      | 2014      | ニューメキシコ州ラトン               |
| タオス・ブリザード                     | Taos Blizzard             | 2013      | 2014      | ニューメキシコ州タオス               |
| グレートベンド・ブーム                 | Great Bend Boom           | 2016      | 2016      | カンザス州グレートベンド             |
| ハイデザート・ヤードバーズ             | High Desert Yardbirds     | 2017      | 2019      | カリフォルニア州アデラント           |
| カリフォルニアシティ・ウィップテイルズ | California City Whiptails | 2017      | 2019      | カリフォルニア州カリフォルニアシティ |
| ホワイトサンズ・パップフィッシュ       | White Sands Pupfish       | 2011      | 2019      | ニューメキシコ州アラモゴード         |
| サライナ・ストックエード               | Salina Stockade           | 2016 2020 | 2016 2021 | カンザス州サライナ                   |
| ウォスコ・リザーヴ                     | Wasco Reserve             | 2019      | 2022      | カリフォルニア州ベーカーズフィールド |
| コロラドスプリングス・スノーソックス   | Colorado Springs Snow Sox | 2021      | 2022      | アリゾナ州コロラドスプリングス       |
| ワイマール・ホーミガス                 | Weimar Hormigas           | 2022      | 2022      | テキサス州ワイマール                 |
| サンタローザ・スキューバダイバーズ     | Santa Rosa Scuba Divers   | 2022      | 2022      | カリフォルニア州サンタローザ         |
| ランカスター・サウンドブレイカーズ     | Lancaster Sound Breakers  | 2023      | 2023      | カリフォルニア州ランカスター         |
| オースティン・ウィアードス             | Austin Weirdos            | 2022      | 2024      | テキサス州オースティン               |
| メアリーズビル・ドレイクス             | Marysville Drakes         | 2023      | 2024      | カリフォルニア州メアリーズビル       |

## 歴代優勝チーム
- 2011年 ロズウェル・インベーダーズ
- 2012年 アルパイン・カウボーイズ
- 2013年 ロズウェル・インベーダーズ
- 2014年 サンタフェ・フュエゴ
- 2015年 ロズウェル・インベーダーズ
- 2016年 ツーソン・サグァロス
- 2017年 ハイデザート・ヤードバーズ
- 2018年 ベーカーズフィールド・トレインロバーズ
- 2019年 アルパイン・カウボーイズ
- 2020年 ツーソン・サグァロス
- 2021年 ツーソン・サグァロス
- 2022年 ロズウェル・インベーダーズ[3]
- 2023年 サンラフェル・パシフィックス[4]
- 2024年 アルパイン・カウボーイズ[5]

## 日本人選手
- 町田義憲（ロズウェル・インベーダーズ、2011）
- 小野真悟（ラスクルーセス・ヴァッケロス、2012）
- 田久保賢植（アルパイン・カウボーイズ、2013）
- 蛇澤敦（ラスベガス・トレインロバーズ、2013）
- 坂間悠希（アルパイン・カウボーイズ、2013)
- 安田裕希（ダグラス・ディアブロス、2014）
- 千田寛（ビスビー・ブルー、2014）
- 春山凌（ラスベガス・トレインロパーズ、2015 / サライナ・ストックエード、2016）
- 中村光雄（サンタフェ・フエゴ、2015 - 2016 / カリフォルニアシティ・ウィップテイルス、2017 / ホワイトサンズ・パプフィッシュ、2017）
- 傳崎夢造（トリニダード・トリガーズ、2016）
- 加藤優成（サンタフェ・フエゴ、2016）
- 大瀬亮（サンタフェ・フエゴ、2016）
- 岡崎雄太（アルパイン・カウボーイズ、2015 - 2016 / サリーナ・ストックエード、2016 / モンテレイ・アンバージャックス、2017）
- 西川季一郎（ツーソン・サグァロス、2018）
- 川岸幸之介（ウォスコ・リザーヴ、2019）
- 中村太一（ロズウェル・インベーダーズ、2020  / アルパイン・カウボーイズ、2021 / ガーデンシティ・ウィンド、2021 / サライナ・ストックエード、2021 / コロラドスプリングス・スノーソックス、2022）
- 郷家広樹（モントレー・アンバージャックス、2023）
- 榎本竜弥 （サンタフェ・フエゴ、2024 - ）
- 熊谷航（ツーソン・サグァロス、2024 - ）
- 山根大河（ツーソン・サグァロス、2024 - ）
- 下西光輝（ツーソン・サグァロス、2024 - ）